# Alexandre Kojève
Alexandre Kojève (în rusă Александр Владимирович Кожевников, Aleksandr Vladimirovici Kojevnikov; n. 28 aprilie/11 mai 1902, Moscova, Imperiul Rus – d. 4 iunie 1968, Brussel, Comunitatea Francofonă din Belgia⁠(d), Belgia) a fost un filozof francez de origine rusă care a reînnoit studiul lui Hegel în Franța. Hegel a fost introdus în Franța de eforturile depuse de Victor Cousin în secolul XIX, dar mulțumită cursurilor oferite de Kojève între 1933 și 1939 la École pratique des hautes études din Paris (unde el îl înlocuiește pe Alexandre Koyré) Hegel a fost redescoperit de elita intelectuală franceză.
După al Doilea Război Mondial Kojève a abandonat activitatea didactică pentru a ocupa un post strategic la Ministerul Economiei și Finanțelor, unde a fost unul din negociatorii acordurilor de la Havana, care vor avea ca rezultat acordurile GATT.
Personaj controversat și misterios, Kojève, suspectat mult timp ca agent sovietic, rămâne o figură de primă importanță în procesul de reflecție asupra filosofiei politice.

## Biografie
Născut în Rusia într-o familie foarte înstărită (mama lui va trimite o lungă perioadă de timp bani după revoluția din 1917), având ca unchi pe pictorul Vasili Kandinski. Student la Berlin încă din 1920, îi întâlnește acolo pe Alexandre Koyré, Leo Strauss, și o mulțime de alți studenți care, mai târziu, vor deveni intelectuali de primă mână. După o teză de doctorat despre Vladimir Soloviov cu Karl Jaspers, Alexandre Kojève vine în Franța  (va fi naturalizat în 1937), unde își pierde averea din cauza unor proaste investiții financiare. Forțat să-și găsească de lucru, el va ține prelegeri despre Fenomenologia Spiritului a lui G. W. F. Hegel la École pratique des hautes études din Paris între 1933 și 1939. Aceste cursuri vor fi urmate de Raymond Queneau, Georges Bataille, Raymond Aron, Roger Caillois, Michel Leiris, Henry Corbin, Maurice Merleau-Ponty, Jacques Lacan, Jean Hyppolite, Eric Weil. Se spune că publicul a fost atât de puțin numeros (deși fidel), încât a fost necesar să se aducă soțiile și soții, pentru a se atinge cota necesară de ascultători.
După al Doilea Război mondial, timp în care este la Marseille cu Léon Poliakov și Nina Ivanoff (și unde a scris textul La notion d'autorité, în 1942) și unde participă într-un maquis cu sediul în Gramat, aproape de Souillac, în sudul Franței.
Kojève fost recrutat la sfârșitul războiului, la Direcția de cercetări și studii economice (DREE) a lui Robert Marjolin, auditor în 1938 și 1939 a celebrului seminar de la École Pratique des Hautes Études despre Fenomenologia Spiritului a lui Hegel. A fost și secretar al Organizației pentru Cooperare Economică Europeană (OEEC) din 1948. Toată această a doua carieră a constat, până la moartea sa survenită la Bruxelles, în reuniunile Pieței Comune, în consilierea guvernul francez pe cele mai importante probleme. Va juca un rol semnificativ în 1950, în întocmirea planului Schuman privind  programul Comunității Europene a Cărbunelui și Oțelului (CECO). Va ocupa o poziție de lider în toate negocierile internaționale, că era vorba de UNCTAD sau de GATT.

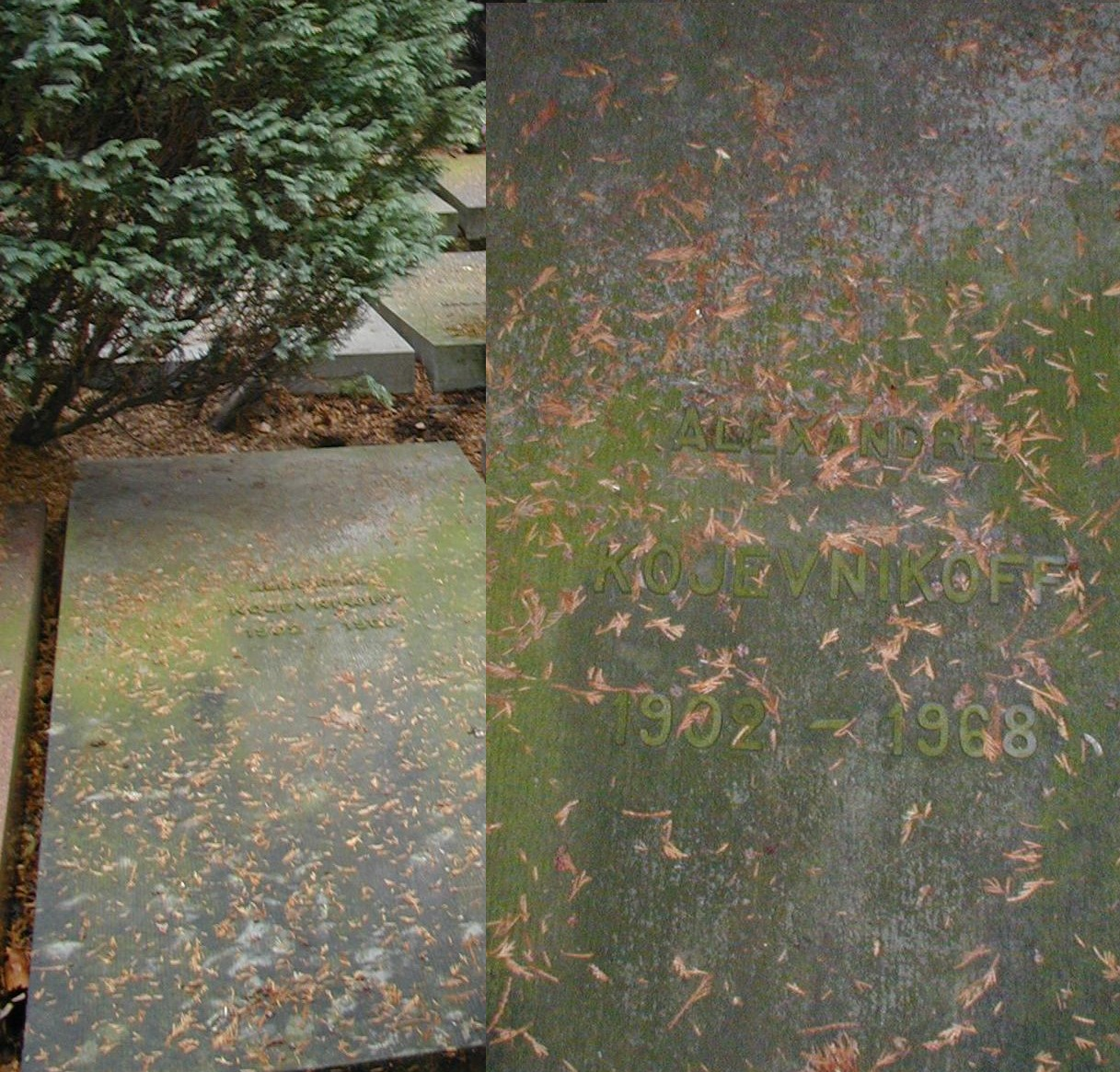
Mormântul lui Kojève în cimitirul Evere (Bruxelles).

El a abandonat o carieră universitară precară și, deși continuându-și reflecția filosofică, își schimbă orientarea profesională. Și tocmai în timpul uneia dintre reuniunile internaționale a murit în iunie 1968 la Bruxelles, de un atac de cord. El este îngropat nu departe de cartierul general al NATO.

## Opera
Prelegerile lui Kojève despre Fenomenologia Spiritului de Hegel au fost publicate în 1947 sub titlul: Introduction à la Lecture de Hegel (Introducere în lectura lui Hegel). Se pare că lucrarea sa cea mai cunoscută (mai precis, stricto sensu, nu este vorba de o lucrare; Raymond Queneau este cel care a scris cea mai mare parte, pe baza notițelor luate la seminar, precum și a unor texte de A. Kojève însuși). Este primul care va încerca să combine Marx, Hegel și Heidegger și, din această cauză, este considerat ca fiind cea mai importantă sursă de radicalism francez de după război, alături de Jean-Paul Sartre, Maurice Merleau-Ponty, Simone de Beauvoir sau Frantz Fanon, deși pozițiile oficiale ale lui Kojève au fost de cele mai multe ori marcate de provocare (" eu sunt singurul adevărat stalinist ", " Eu sunt un dumnezeu viu ", și așa mai departe au fost formule pe care Kojève nu s-a ferit să le formuleze).
Jacques Derrida a scris în Spectres de Marx (Strigoii lui Marx): „Lectura neomarxistă și paraheideggeriană a Fenomenologiei spiritului întreprinsă de Kojève este interesantă. Cine poate contesta așa ceva? Ea a jucat un rol formator de loc de neglijat, în multe privințe, pentru o anumită generație de intelectuali francezi, imediat înainte sau imediat după război.”
Interpretarea kojèviană a lui Hegel se concentrează pe dialectica stăpân și sclav, citită într-un sens antropologic și istoric, în timp ce re-formulează întregul sistem al lui Hegel în jurul conceptului de recunoaștere, central în această dialectică. Dialectica recunoașterii ocupă doar o mică secțiune în Fenomenologia Spiritului, dar în prima lucrare sistematică a acestuia din urmă, Sistemul vieții etice (1802), recunoașterea joacă un rol central în derularea medierii. În acest sens, putem spune că Kojève expune într-un mod foarte puternic și foarte convingător, gândirea lui Hegel, chiar dacă cei mai mulți comentatori contemporani sunt de acord că Introducere în lectura lui Hegel de Kojève este de fapt o introducere la lectura lui Kojève.
Odată cu creșterea mișcărilor sociale după al Doilea Război mondial în Europa, această temă a recunoașterii va fi punctul central al filosofiei continentale. Kojève urmărește mișcarea de formare a filosofiei, de la Hegel la Aristotel și la Platon, și înțelege dialectica lui Hegel ca pe o creșterea a dezvoltării produselor obiective ale culturii umane, mai mult decât rezultatul lucrării Spiritului, această interpretare fiind aceea a lui Hegel. Kojève insistă pe problema sfârșitul istoriei și faptul că nimic nou nu mai poate ieși în lume - realitatea este de a deveni cu adevărat rațional. Putem crede că Kojève a tras această concluzie în direcția practicii, abandonând filosofia și dedicându-și restul vieții planificării economice.
La momentul morții lui Kojève, editarea operei L'Histoire raisonnée de la philosophie païenne  este aproape gata. Primul din cele trei volume este publicat în 1968, al doilea în 1973, iar ultimul, doi ani mai târziu. Aceste volume provin din notele de lectură pe care Kojève le-a făcut mai ales pe marginea filosofilor neoplatonici. Interesul său pentru Soloviev și, în general, pentru conflictul dintre filosofie și teologie l-a pregătit pentru a putea citi filosofi ai Antichității târzii, cu o privire atentă, în special, pe împăratul Iulian, despre care Kojève a scris un text impertinent, apărut într-un volum de omagii adresate lui Leo Strauss (Împăratul Iulian și arta lui de a scrie). De altfel, pentru Leo Strauss, întâlnit în anii anii 1920 la Berlin (Strauss lucrează la Die Akademie für die Wissenschaft des Judentums (Academia de Studii Iudaice), sau sub conducerea lui Julius Guttmann), Kojève, pune să se traducă și să se editeze în franceză, prin intermediul lui Raymond Queneau, comentariul lui Strauss despre Hieron  de Xenofon. Acest comentariu este urmat de un răspuns al lui Kojève, intitulat Tyrannie et Sagesse (Tiranie și înțelepciune), răspunsul este, în sine, urmat de un accent. Volumul a fost publicat în 1954 sub titlul De Tiranie. Temele vieții politice și ale autorității dețin un loc important în reflecțiile lui  Alexandre Kojève: deci nu este de mirare că el a fost în dialog cu Leo Strauss, la care aceasta este principala linie de gândire. Strauss, în corespondența lui, își bate joc de tendința manifestată de tânărul Kojève spre instabilitate sentimentală și aduce critici deosebit de aspre anumitor cunoștințe ale lui Kojève, precum filosoful Eric Weil; Strauss și Kojève vor rămâne în corespondență de-a lungul întregii lor vieți. Kojève a avut tendința de a disprețui Statele Unite ale Americii, de aceea, n-a făcut niciodată efortul de a se întâlni cu prietenul său berlinez, care emigrase acolo, ca să predea mai întâi la New York, apoi la Chicago. El i-a trimis, cu toate acestea, câțiva studenți, mai ales pe Allan Bloom și pe Stanley Rosen.
Interesul lui Kojève pentru filosofia dreptului l-a făcut să țină o corespondență cu juristul german Carl Schmitt, discreditat după cel de-al Doilea Război mondial din cauza colaborării sale cu regimul nazist și înscrierea sa în NSDAP în 1933. În pofida apartenenței politice, Kojève l-a considera pe Schmitt un gânditor de prim ordin.

## Idei

### Sfârșitul istoriei
Potrivit lui Kojève, sfârșitul istoriei este deja realizat în Statele Unite, prin eliminarea claselor sociale și posibilitatea pentru toată lumea de a avea acces la proprietate. China și URSS sunt pur și simplu State Unite mai puțin dezvoltate, dar ele tind spre același scop: au abolit clasele sociale și încearcă recuperarea înapoierii din punct de vedere economic. Pentru Kojève, modul de viață american este starea post-istorică a omului. Prezentate în plin război rece, într-o notă posterioară redactării Introducerii la Hegel, aceste teze despre o lume fără clase în partea de vest și în partea de est au fost în măsură să surprindă.
Sfârșitul istoriei marchează sfârșitul omului istoric, a Acțiunii în cel mai puternic sens al termenului (războaie și revoluții). De acum încolo omul poate să se dăruiască artei, dragostei și jocului (activități care îl fac "fericit ").
Singura subversiune a sfârșitului istoriei este snobismul japonez, care ar putea să se răspândească în restul lumii.
Teza lui Kojève a fost criticată, în special de către Jacques Derrida în Spectres de Marx (Strigoii lui Marx). Sfârșitul istoriei pare să fi fost în mod eronat atribuită lui Hegel de către Kojève ; în fapt, este o teză născocită de acesta din urmă. Ea reprezintă mai mult gândirea proprie a lui Kojève decât a lui Hegel.
Neoconservatorul american Francis Fukuyama, în Sfârșitul istoriei și ultimul om, dezvoltă o teză similară, dar cu un scop opus gândirii marxiste a lui Kojève: sfârșitul istoriei ar fi apariția liberalismului și a economiei de piață, nu a societății fără clase.

## Opere
- Die religiöse Philosophie Wladimir Solowjews, teză de doctorat, Heidelberg 1926.
- Die Geschichtsphilosophie Wladimir Solowjews. Sonderabdruck. Bonn, Friedrich Cohen, 1930.
- Introduction à la lecture de Hegel. Leçons sur la Phénoménologie de l'esprit professées de 1933 à 1939 à l'École des Hautes Études, réunies et publiées par Raymond Queneau. Paris, Gallimard, 1947.
- Essai d'une histoire raisonnée de la philosophie païenne. Paris, Gallimard, 3 volumes : 1. Les présocratiques, 2. Platon et Aristote, 3. La philosophie hellénistique. Les néo-platoniciens, (collection « Tel »). Tyrannie et Sagesse, in Leo Strauss, de la Tyrannie. Paris, Gallimard.
- « Les romans de la sagesse », în: Critique, LX, 1952. (à propos de trois romans de Raymond Queneau).
- L’Empereur Julien et son art d'écrire. Paris, Fourbis. (Article initialement paru dans un volume d'hommages à Leo Strauss).
- Le concept, le temps et le discours. Gallimard, 1990. L’Athéisme. Paris, Gallimard, 1998.
- L’Idée du déterminisme dans la physique classique et dans la physique moderne. Paris (1990) La Notion de l'autorité. Paris, Gallimard, 2004.
- Esquisse d'une phénoménologie du droit (1981). Paris, Gallimard.
- Les peintures concrètes de Kandinsky, La lettre volée, 2002.
- Kant, Gallimard, 1973.
- Identité et Réalité dans le «Dictionnaire» de Pierre Bayle. Paris, Gallimard, 2010.

## Ediții în limba română
- Introducere la lectura lui Hegel, trad. și note de Ovidiu Stanciu și Andrei Chițu, postfață de Ovidiu Stanciu, Editura Tact, Cluj-Napoca, 2018.
- Despre tiranie (împreună cu Leo Strauss), trad. de Ciprian Șulea și Ovidiu Stanciu, Editura Tact, Cluj-Napoca, 2014.
- Noțiunea de autoritate, trad. de Dumitru Țepeneag, Editura Tact, Cluj-Napoca, 2012.